# Ілм'ярве
І́лм'ярве (ест. Ilmjärve küla) — село в Естонії, у волості Отепяе повіту Валґамаа.

## Населення
Чисельність населення на 31 грудня 2011 року становила 30 осіб.

## Географія
Поблизу населеного пункту проходить автошлях 46 (Татра — Отепяе — Санґасте).

## Пам'ятки
- Православна церква Богоявлення Господнього (Ilmjärve Jumalailmumise kirik), пам'ятка архітектури[2]

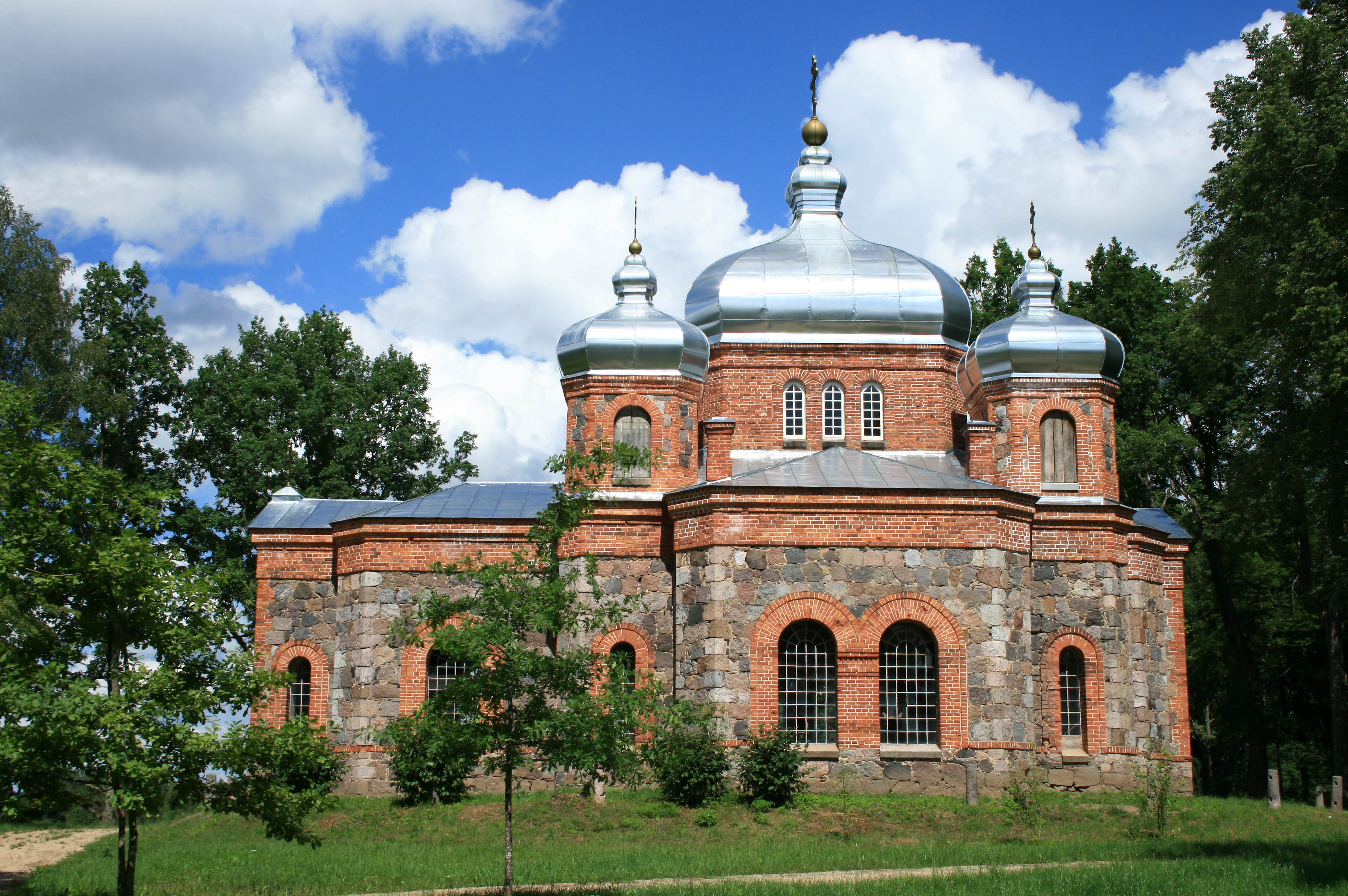
Церква Богоявлення Господнього